# Pesti mese
A Pesti mese 1937-ben bemutatott fekete-fehér, romantikus magyar vígjáték, Páger Antal, Turay Ida és Kabos Gyula főszereplésével.

## Történet
|  | Alább a cselekmény részletei következnek! |

Klári Pesten dolgozik egy kalapszalonban (ami éppen a csőd szélén áll a tulajdonos testvérének pazarló költekezései miatt), de munkatársai közül egyedül Kubik úr, aki amolyan mindenes az üzletben, viselkedik vele kedvesen; a többi kalaposlány lenézi és ugráltatja.
Azonban egy szép napon gazdag amerikai nagybátyja meghal és ő örökli minden vagyonát (3 millió pengőt). Balszerencséjére a levél, amiben tudatják vele nagybátyja halálhírét, angolul íródott. Mivel ő nem tudja elolvasni, elviszi Feri úrhoz, a tulajdonos testvéréhez, hogy olvassa el. Feri nagyon meglepődik a híren, és nem mondja el Klárinak a jó hírt. Ehelyett nővérével, az üzlet tulajdonosával ravasz tervet eszelnek ki.
Eszerint Ferinek és Klárinak össze kellene házasodnia. Így Klári hozományának hála az üzlet megmenekülne az anyagi összeomlástól. A terv viszont útjában áll két ember boldogságának: Feri barátnőjének, és Kubik úrnak, aki szerelmes a copfosba, azaz Kláriba.
A tulajdonos testvérpár ezzel nem törődve véghez akarják vinni a tervet és ezért először előléptetik Klárit és ötszörösére felemelik a fizetését, új ruhákat vesznek neki és elviszik vacsorázni, majd pedig a végén Feri megkéri a kezét.
A terv csak azért nem valósul meg, mert Klári a banktól (amelyik bank a kalapszalon elárverezését intézi, és amelynek igazgatója Vadász Lehel, aki udvarol Annie-nak, a kalapszalon tulajdonosának) értesül az örökségéről, és ekkor hirtelen mindent megért. Hallani sem akar többé házasságról, és felbontja jegyességét Ferivel. Hazamegy és a dühöngő sváb háziurat lecsendesítve megveszi a házat, ahol korábban albérletben lakott. Ezzel megmenti a többi albérlőt is attól, hogy az utcára kerüljenek.
Eljön az árverés napja, de a bankigazgató elrontja a rivális kalapszalonok mulatságát, hogy olcsón hozzájussanak az üzlethez: Klári megbízása alapján pénzt ad Kubik úrnak, hogy ő mint stróman vegye meg az üzletet. Ő ennek eleget is tesz, és mint új tulajdonos veszi el feleségül Klárit, a copfost.
A cselekmény mellékága, hogy Kubik, Vadász Lehel és több más, felnőtt férfi szeretné megszerezni az érettségit, ezért visszaülnek az iskolapadba. A történet elején Klári segít Kubiknak a felkészülésben fizikából és latinból.
|  | Itt a vége a cselekmény részletezésének! |

## Szereplők
- Turay Ida – Klárika, „a copfos”
- Páger Antal – Kubik
- Kabos Gyula – Vadász Lehel, bankigazgató
- Dobos Annie – Annie, a kalapszalon tulajdonosa
- Békássy István – Feri (Annie testvére)
- Mezey Mária – Éva (Feri barátnője)
- Kökény Ilona – vásárló hölgy
- Mály Gerő – a vásárló hölgy férje
- Kiss Manyi – szubrett
- Feleki Kamill – tánctanár
- Köpeczi-Boócz Lajos – háziúr
- Vágóné Berzsenyi Margit – szobaasszony
- Pethes Sándor – vegetáriánus
- Tapolczai Gyula – artista
- Somogyi Nusi – artistáné
- Balassa János – költő
- Pethes Ferenc – tanár
- Bárdi Ödön – szakállas tanuló
- Bilicsi Tivadar – főpincér
- Antalffy Kató – lány a kalapszalonban
- Donát Ági – lány a kalapszalonban
- Libertiny Éva – lány a kalapszalonban
- Román Mária – lány a kalapszalonban
- Bornemissza Éva – cukrászlány